# 杜庭修
杜庭修，國民革命軍少將、音乐家與體育家，陸軍軍官學校第8期結訓，曾任國立音樂院副教授、天津體育協進會副會長、電影檢查委員會委員。杜庭修曾創作多首愛國歌曲（如《國旗歌》、《中國童子軍歌》），並將部分愛國歌曲之歌詞翻譯成英語（如《中華民國國歌》、《中華民族不會亡》）。

## 生平
1927年10月，杜庭修擔任新成立之国立音乐院創始2位副教授之一，教授合唱、國音與体育3門課程。
1927年10月18日，张伯苓偕同杜庭修共5人，邀请天津体育界人士，提出建立天津体育协进会想法；隨後於10月22日，在南开学校会议厅举行天津体育协进会成立大会，並於晚餐後選舉幹部，推举张伯苓等6人为名誉会长，选举章辑五为会长，杜庭修、言忠芸为副会长。
1933年，杜庭修受中國國民黨宣傳部指派，至美國好萊塢監製電影《大地》，並受美國片商雇用協助其他中國主題電影的監製工作，但由於後來杜庭修的監製準則不受國民政府與美國片商的認可，因此將其召回，改由洛杉磯當地華僑湯姆·古賓斯（Tom Gubbins）監製，並由駐舊金山領事黃朝琴從旁協助。

## 著作
- 杜庭修. . 仁聲印書局. 1933  [2017-11-07]. （原始内容存档于2017-11-07）.